# Barzy-sur-Marne
Barzy-sur-Marne település Franciaországban, Aisne megyében. Lakosainak száma 399 fő (2022. január 1.). Barzy-sur-Marne Le Charmel, Courtemont-Varennes, Jaulgonne, Passy-sur-Marne és Trélou-sur-Marne községekkel határos.

## Népesség
A település népességének változása:
| Lakosok száma | 231  | 316  | 359  | 376  | 385  | 382  | 384  | 391  | 391  | 399  |
|               | 1968 | 1982 | 1990 | 2006 | 2013 | 2015 | 2017 | 2019 | 2020 | 2022 |